# Nathan Sawaya
 (décembre 2014).
Si vous disposez d'ouvrages ou d'articles de référence ou si vous connaissez des sites web de qualité traitant du thème abordé ici, merci de compléter l'article en donnant les références utiles à sa vérifiabilité et en les liant à la section « Notes et références ».
Nathan Sawaya, né le 10 juillet 1972 à Colville, dans l'État du Washington aux États-Unis, est un artiste américain, basé à New York, connu pour ses œuvres entièrement réalisées à partir de briques Lego.

## Biographie
Nathan Sawaya est né le 10 juillet 1972 à Colville dans l'État de Washington et a grandi à Veneta, dans l'Oregon. Après avoir fait des études de droit à l'Université de New York, puis avoir travaillé dans la société juridique Winston & Strawn,, il se fait embaucher en 2004 par The Lego Group avant de démissionner six mois après, pour ouvrir ensuite son propre cabinet d'art. Il se fait ainsi reconnaitre Lego Certified Professional par le groupe Lego. Durant l'été 2009, il fait sa première exposition au Musée d'art de Lancaster. Il vit dans la ville de New York.
The Art of The Brick est sa propre exposition, qui se déplace en Amérique du Nord en Australie ou en Europe (notamment à Paris).

## Œuvres
Nathan Sawaya a réalisé d'immenses sculptures en Lego, comme le Brooklyn Bridge de 2,10 mètres, Han Solo congelé dans de la carbonite, de 1,8 mètre, ou encore des personnages en 3 dimensions de taille réelle, des mosaïques, etc. Il est commissionné par des entreprises ou des particuliers pour réaliser des œuvres. Il a toutefois réalisé de nombreuses œuvres par lui-même comme Yellow, son œuvre la plus célèbre.
Les mosaïques qu'il a créées sont souvent des représentations d'œuvres plus connues. Il a notamment copié La Joconde de Leonard de Vinci et Le Cri d'Edward Munch. Nathan Sawaya explique que ce type d'œuvre était initialement destiné à rendre l'art plus ludique notamment pour les enfants. En utilisant un médium (le Lego) avec lequel tous les enfants ont déjà joué, il captive leur attention.
Il a également réalisé ce qu'il a nommé Hugman, littéralement traduit par Homme câlin. Il en aurait réalisé une centaine, éparpillé dans les rues de New York. Cette œuvre, étant placée dans la rue, appartient au domaine du Street art. Comme toutes ses autres œuvres, le Hugman est uniquement fait de Lego. Il s'agit d'un homme, souvent de petite taille, qui entoure de ses bras des arbres, des poteaux, des roues de vélo... Il possède plus de 7 millions d'unité de Lego de différentes couleurs. La totalité de ses œuvres serait composée de 1 500 000 unités de Lego.[réf. nécessaire]